# Fort de Belleville

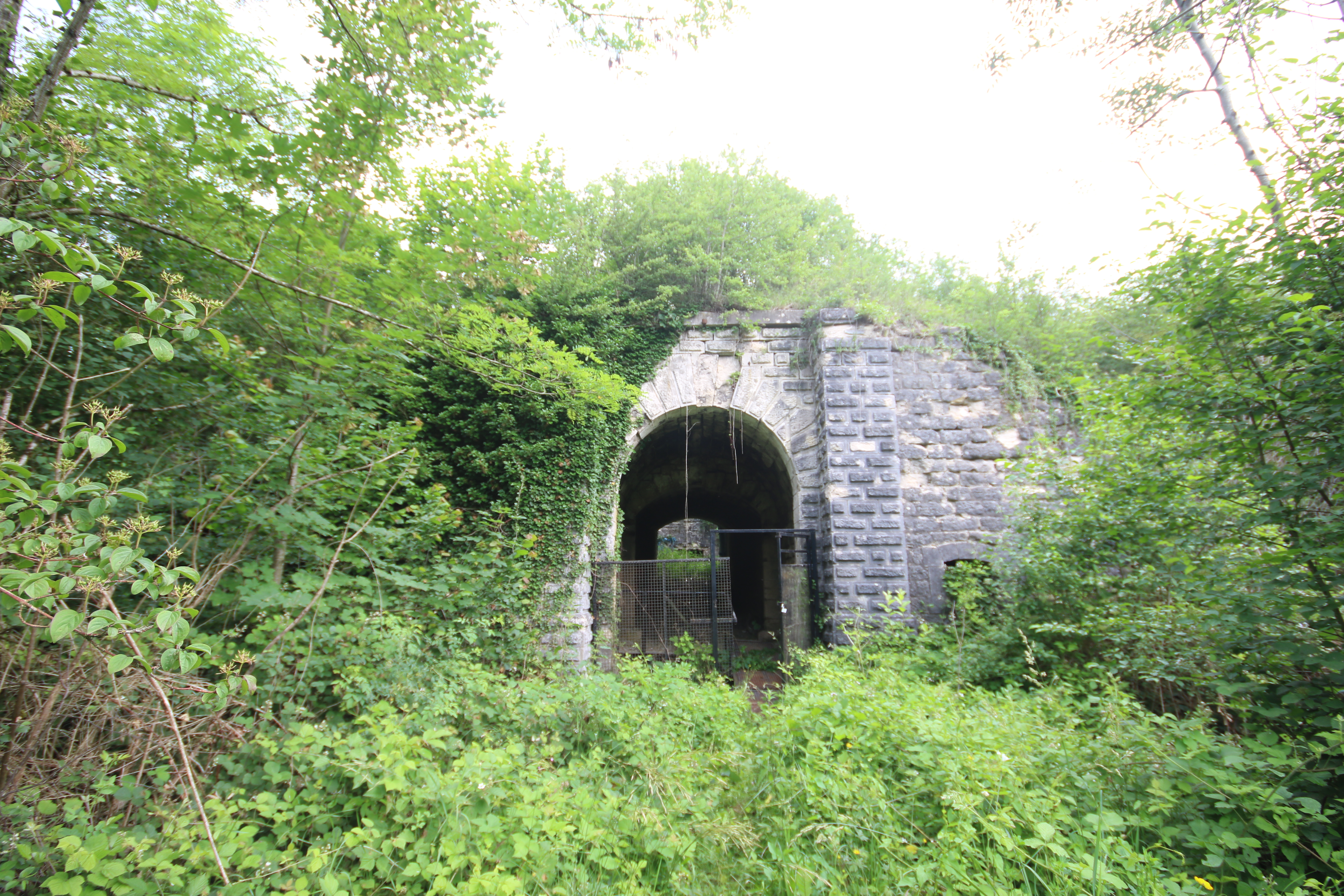
Haupteingang des Fort de Belleville

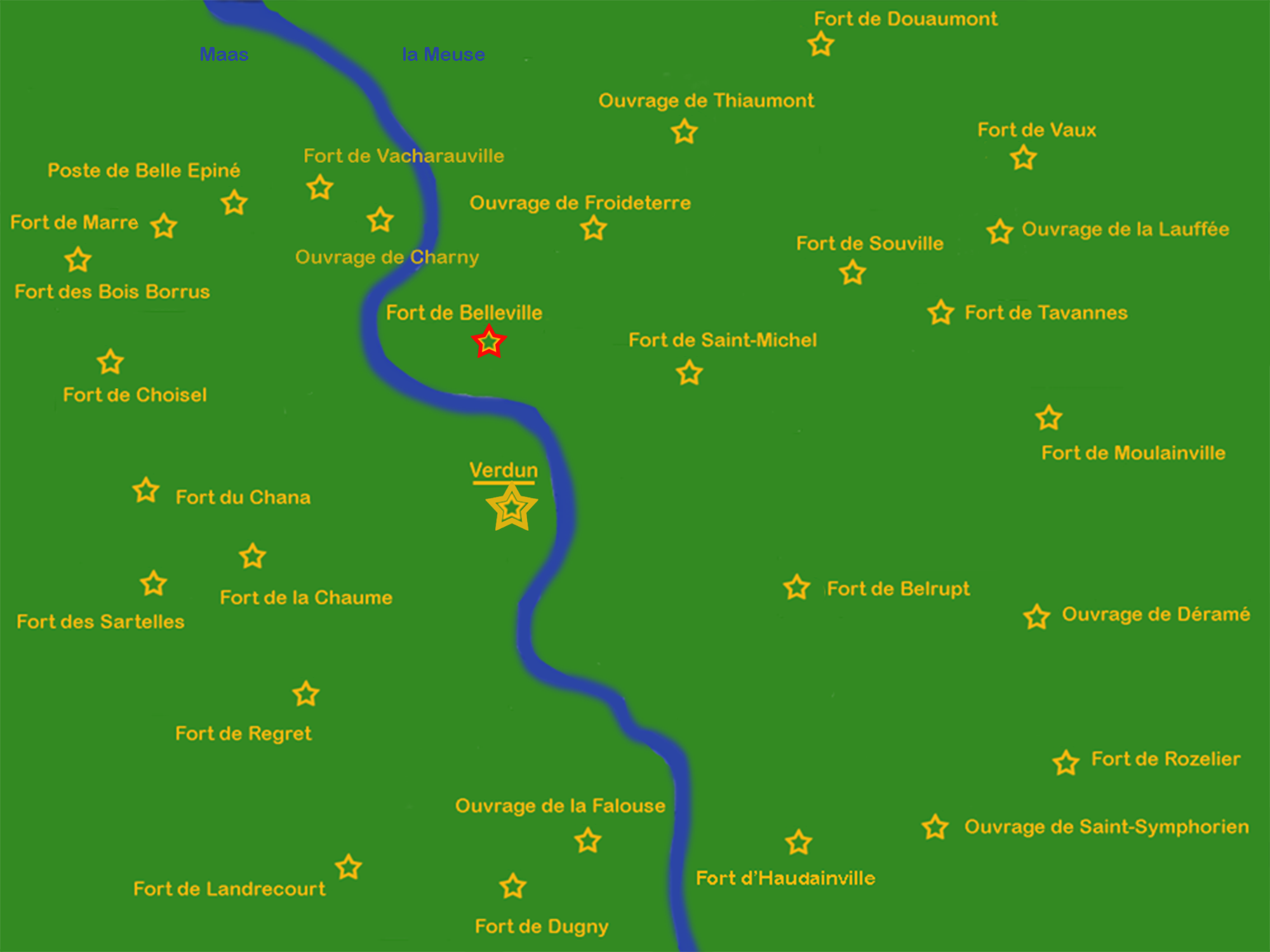
Lageplan

Das Fort de Belleville, kurzzeitig auch Fort de Chevert genannt, war Teil der Gürtelfestung Fester Platz Verdun. Es handelte sich dabei um ein Zwischenwerk (Ouvrage) der Ersten Kategorie und war eines der ersten Bauwerke der Festung, das gleichzeitig mit dem Fort du Saint-Michel errichtet wurde. Es liegt auf einer Höhe von 250 Metern dicht westlich der Gemeinde Belleville-sur-Meuse.

## Benennung
Ursprünglich trug es den Namen Fort de Belleville, bis per Präsidialdekret vom 21. Januar 1887 der Kriegsminister Général Georges Boulanger umsetzte, dass alle Forts, befestigten Artillerieanlagen und Kasernen des Système Séré de Rivières die Namen von ehemaligen Militärkommandanten zu tragen hätten, weswegen das Fort dann den Namen Fort de Chevert nach dem Maréchal de camp François de Chevert erhielt. Am 13. Oktober 1887 wurde das vom Nachfolger Boulangers, Théophile Ferron, mit der Note Nr. 14980 vom gleichen Datum rückgängig gemacht, und das Fort erhielt seinen ursprünglichen Namen zurück.

## Das Bauwerk
Ursprünglich lediglich als Redoute geplant und gebaut, wurde es bald nach dem Bau der Ouvrage de Charny und der Ouvrage de Froideterre zum Fort aufgewertet. Die Zurückstufung in die zweite Klasse erfolgte jedoch bald darauf, da es sich zu dicht am Zentrum der Festung befand. Aus diesem Grunde unterblieben auch die ansonsten überall erfolgten Modernisierungen, es waren lediglich Annexbatterien vorhanden. Da das Fort über keine Möglichkeit der artilleristischen Verteidigung des Kehlgrabens verfügte (in diesem Bereich waren keine Grabenwehren vorhanden) mussten zu diesem Zweck zwei Feldgeschütze auf dem rückwärtigen Wall aufgestellt werden. Es erfolgten auch keine anderweitigen Modernisierungen, wie der Bau von betonierten Räumen. Alle Hauptbewaffnung war unter freiem Himmel aufgestellt.

### Baudaten und Kosten
- Bauzeit: Februar 1875 bis Dezember 1877
- Baukosten: 536.250 Francs

### Geplante Modernisierungen
keine

### Verbesserungen
1890 bis 1900
- Anschluss an das Netz der Feldeisenbahn
- Anlegen von Drahthindernissen im Vorfeld
- Installation eines Staketenzauns auf dem Rand des Grabens und auf der Stirnseite der Kaponnieren.

## Bewaffnung

### 1879
| Auf den Wällen | Unter Panzerschutz | Grabenwehren                                                      | Externe Batterie |
| --- | ------------------ | ----------------------------------------------------------------- | ---------------- |
| 3 × Canon de 155 mm L modèle 1877 5 × Canon de 138 modèle 1873–74 2 × Canon Reffye de 85 mm 1 × Mortier lisse de 22 | keine              | 12 × Canon à balle (Kartätschgeschütze) 2 × Canon Reffye de 85 mm | keine            |
| Gesamt: 25 |                    |                                                                   |                  |

### 1884
| Auf den Wällen | Unter Panzerschutz | Grabenwehren                                                                              | Externe Batterie |
| --- | ------------------ | ----------------------------------------------------------------------------------------- | ---------------- |
| 3 × Canon de 155 mm L modèle 1877 5 × Canon de 138 modèle 1873–74 4 × Canon Reffye de 85 mm 2 × Canon à balle (Kartätschgeschütze) 1 × Mortier lisse de 22 | keine              | 4 × Canon revolver de 40 mm modèle 1879 4 × Canon 12 de culasse 2 × Canon Reffye de 85 mm | keine            |
| Gesamt: 19 |                    |                                                                                           |                  |

### 1890
| Auf den Wällen | Unter Panzerschutz | Grabenwehren                                                                              | Externe Batterie |
| --- | ------------------ | ----------------------------------------------------------------------------------------- | ---------------- |
| 3 × Canon de 155 mm L modèle 1877 5 × Canon de 138 modèle 1873–74 4 × Canon Reffye de 85 mm 2 × Canon à balle (Kartätschgeschütze) 1 × Mortier lisse de 22 | keine              | 4 × Canon revolver de 40 mm modèle 1879 4 × Canon 12 de culasse 2 × Canon Reffye de 85 mm | keine            |
| Gesamt: 19 |                    |                                                                                           |                  |

### 1908
| Auf den Wällen                                                                      | Unter Panzerschutz | Grabenwehren                                                                              | Externe Batterie |
| ----------------------------------------------------------------------------------- | ------------------ | ----------------------------------------------------------------------------------------- | ---------------- |
| 2 × Canon Lahitolle de 95 mm 3 × Canon de 90 mm modèle 1877 1 × Mortier lisse de 22 | keine              | 4 × Canon revolver de 40 mm modèle 1879 4 × Canon 12 de culasse 2 × Canon Reffye de 85 mm | keine            |
| Gesamt: 16                                                                          |                    |                                                                                           |                  |

### 1910
| Auf den Wällen                                         | Unter Panzerschutz | Grabenwehren                                                                              | Externe Batterie |
| ------------------------------------------------------ | ------------------ | ----------------------------------------------------------------------------------------- | ---------------- |
| 4 × Canon de 90 mm modèle 1877 2 × Mortier lisse de 15 | keine              | 4 × Canon revolver de 40 mm modèle 1879 4 × Canon 12 de culasse 2 × Canon Reffye de 85 mm | keine            |
| Gesamt: 16                                             |                    |                                                                                           |                  |

## Garnison

### Etatmäßige Besatzung
- Infanterie: 4 Offiziere, 250 Unteroffiziere und Mannschaften
- Artillerie: 1 Offizier, 55 Unteroffiziere und Mannschaften
- Pioniere: 2
- Militärarbeiter: 1
- Sanität: 0
- Batteriewächter: 0

- Gesamt: 5 Offiziere, 310 Unteroffiziere und Mannschaften

### Verstärkung bei der Mobilmachung 1914
- Infanterie: 0
- Artillerie: 1 Offizier, 55 Unteroffiziere und Mannschaften (der Fußartillerie)
- Pioniere: 4 (davon 1 Telagraphist)

- Gesamt: 1 Offizier, 60 Unteroffiziere und Mannschaften

## Ausstattung 1914

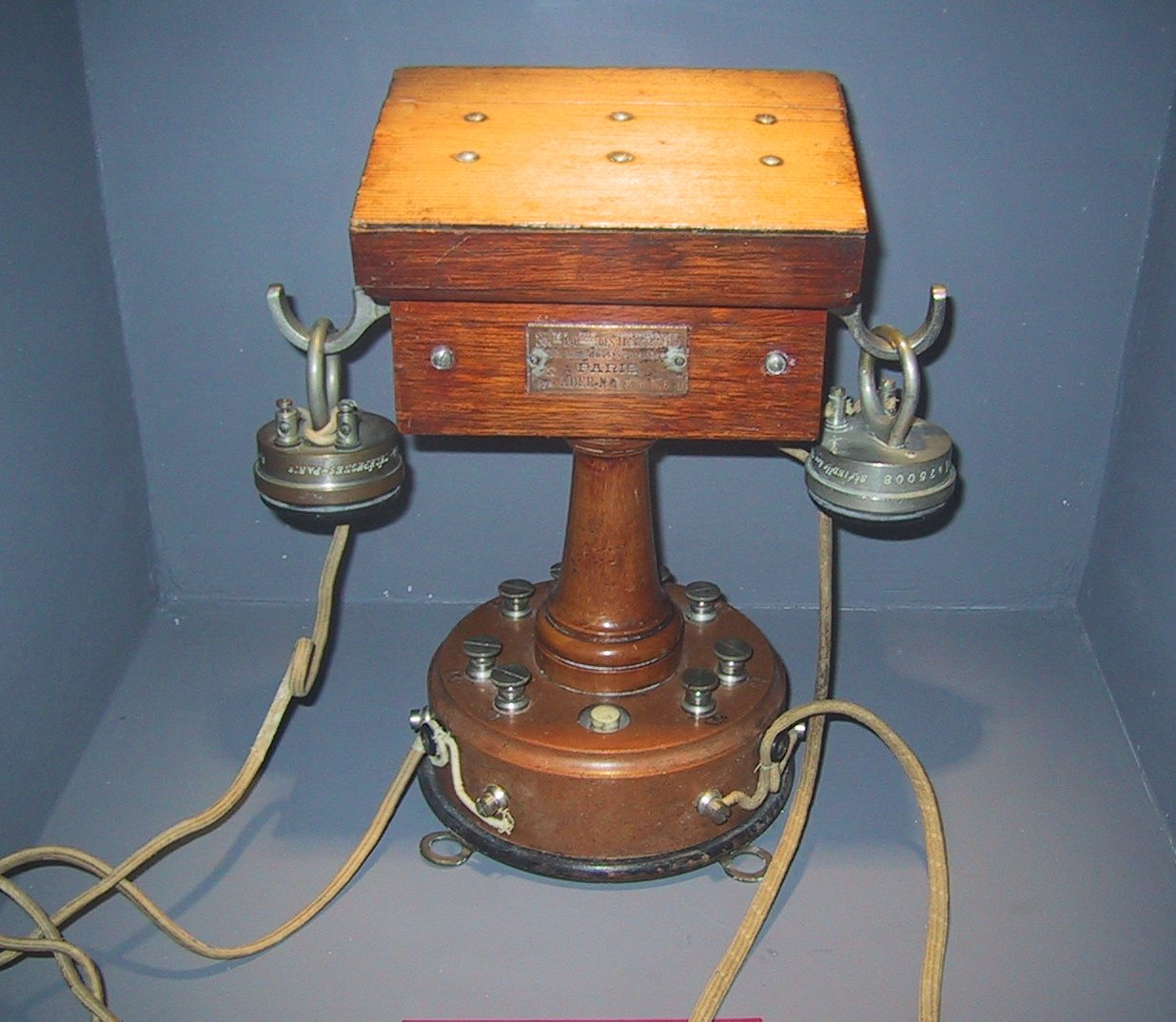
Ader-Telefon

- Unterkunft mit 160 Schlafplätzen in der Kaserne
- Küche mit 2 Kochherden der Marke François Vaillant
- ein Brunnen und eine Zisterne mit 3 m³ Inhalt
- eine Zugbrücke über den Graben
- ein Lichtsignalapparat mit einem Scheinwerfer 14 cm und 21 cm Durchmesser wurde in Reserve gehalten.
- zur Zitadelle in Verdun und zum „Fort Saint-Michel“ führte eine Telephonverbindung vom System Ader und ein Morseapparat „Modèle 1907“
- die Beleuchtung war durch elektrische und Petroleumlampen im Fort sowie Azetylenlampen in den Grabenwehren sichergestellt.

## Erster Weltkrieg

### Besatzung
- 1914: 104 Mann
- 1916: 61 Mann
- 1917: 80 Mann

### Bewaffnung
- Auf den Wällen (1914)

4 „Canon de 90“ auf Festungslafette mit 600 Granaten je Geschütz
2 Mörser „mortar lisser de 15“ in Reserve mit je 300 Granaten
1 Maschinengewehrzug mit zwei Maschinengewehren St. Étienne M1907 und 43.200 Patronen
- Grabenverteidigung

Doppelgrabenkaponniere mit zwei „Canon revolver de 40“ und je 1800 Granaten, zwei „Canon de 12 culasse“ mit je 150 Granaten
zwei Einzelgrabenkaponnieren mit je einer „Canon revolver de 40“ mit je 1800 Granaten, einer „Canon de 12 culasse“ mit je 150 Granaten
- Auf dem Kehlwall zwei Feldgeschütze „Canon de 90“ mit he 600 Granaten
- Auf den Wällen (1915)

keine Bewaffnung
- Grabenverteidigung

Doppelgrabenkaponniere mit zwei „Canon revolver de 40“ und je 1800 Granaten, zwei „Canon de 12 culasse“ mit je 150 Granaten
zwei Einzelgrabenkaponnieren mit je einer „Canon revolver de 40“ mit je 1800 Granaten, einer „Canon de 12 culasse“ mit je 150 Granaten
- Auf den Wällen (1917)

Eine unbekannte Anzahl Maschinengewehre zur Nahverteidigung
- Grabenverteidigung

Doppelgrabenkaponniere mit zwei „Canon revolver de 40“ und je 1800 Granaten, zwei „Canon de 12 culasse“ mit je 150 Granaten
zwei Einzelgrabenkaponnieren mit je einer „Canon revolver de 40“ mit je 1800 Granaten, und je einer „Canon de 12 culasse“ mit je 150 Granaten
Dazu eine Casemate Pamart

### Externe Anlagen
- Batterie d’artillerie 7–1: bei Kriegsbeginn unbesetzt
- Batterie d’artillerie 7–2: 4 Geschütze Canon de 120 mm L modèle 1878
- Batterie d’artillerie 7–3: bei Kriegsbeginn unbesetzt
- Batterie d’artillerie 7–4: bei Kriegsbeginn unbesetzt
- Batterie d’artillerie 7–5: bei Kriegsbeginn unbesetzt

- Depot intermédiaire AB (Zwischenlager AB, erbaut 1891 bis 1893)
- Depot intermédiaire BC (Zwischenlager AB, erbaut 1892 bis 1894)

### Weiteres
Ende des Jahres 1915 waren alle Geschütze abgezogen und der Front zugeführt worden. Zu Beginn des Jahres 1916 lagerten noch die Schwarzpulverbestände im Magazin, um das Bauwerk im Falle eines deutschen Vormarsches in die Luft sprengen zu können.
Im Mai 1916 bestand die Garnison aus einer Kompanie Infanterie, zwei Maschinengewehrzügen mit acht Maschinengewehren, sowie Artillerie- und Pionierdetachements.

## Kampfhandlungen
Bereits am ersten Tag des Deutschen Angriffs am 22. Februar 1916 wurde das Fort mit 130-mm-, 150-mm- und 210-mm-Granaten beschossen. In den Monaten März bis Mai fielen monatlich etwa 1300 bis 1500 Granaten auf das Fort. Dabei wurden die Mauern des Grabens und auch im Inneren beschädigt, während der Drahtverhau zum größten Teil vernichtet wurde.
In der Zeit von Juni bis August 1916 verringerte sich der Beschuss auf die Hälfte um dann noch weiter abzunehmen und ab Februar 1917 fast ganz aufzuhören. Vom 1. Mai 1916 bis zum 1. Mai 1917 fielen lediglich noch 4000 Geschosse auf das Fort. Am 11. Juni 1916 wurde Belleville massiv mit Gasgranaten beschossen, ohne jedoch größere Wirkung zu erzielen.

### Die eklatantesten Beschädigungen
1. eine Granate fiel auf die Trennwand einer Kasematte und zerstörte beide Räume
2. eine Granate durchschlug die Decke des Hauptganges und explodierte im Gang, was viele Opfer forderte.
3. der Gang wurde nochmals, aber weiter in Richtung Ausgang durchschlagen. Die Seitenwand einer Kasematte wurde eingedrückt
4. eine Granate durchschlug die Decke zur Küche, explodierte darin und warf die Vorderwand in den Gang
5. Einschlag im Artilleriegeräteraum
6. Treffer auf die Ecke des Wachhauses wo diese mit der Außenwand verbunden war. Die Wand wurde schwer beschädigt.

Alle anderen Einschläge verursachten Schäden am Mauerwerk, vernichteten den Staketenzaun fast vollständig und fielen sonst auf die Erdabdeckungen innerhalb des Grabens bzw. ohne Schaden anzurichten außerhalb der Anlage.

### Verstärkungsarbeiten
Da die Raumdecken des Fort gegen die Einschläge vom Kaliber 21 cm und höher nicht sicher waren, wurden unterirdische Schutzräume angelegt. Sie befanden sich mehr im Osten des Forts, da im Westen der Grundwasserspiegel zu hoch war. Die „Galeries de 17“ genannten Tunnel waren durch Treppen mit den oberirdischen Bauten verbunden. Sie erreichten zum Schluss eine Länge von 660 Metern. In ihnen befanden sich Depots und Unterkünfte, die durch ein Überdrucksystem gegen das Eindringen von Gas geschützt waren. Die Ausgänge waren durch Stahltüren, Sandsäcke und Maschinengewehre gesichert.

## Heutiger Zustand
Nach dem Ende des Ersten Weltkrieges wurde das Fort aufgegeben, ist seither sich selbst überlassen und dem Verfall preisgegeben. Es ist im Besitz der Gemeinde Belleville-sur-Meuse, das Betreten ist nicht gestattet.